# أماندا نايت
أماندا نايت (بالإنجليزية: Amanda Knight)‏ هي خبيرةٌ مكياجٍ في الأفلام. رُشحت في حفل توزيع جوائز الأوسكار الرابع والثمانون لجائزة الأوسكار لأفضل مكياج وتصفيف شعر عن فيلم هاري بوتر ومقدسات الموت – الجزء 2 بالاشتراك مع نيك دودمان [الإنجليزية] وليزا تومبلين [الإنجليزية].

## روابط خارجية
- أماندا نايت في قاعدة بيانات الأفلام على الإنترنت